# Piedras Negras (Coahuila)
Piedras Negras is een stad in de Mexicaanse deelstaat Coahuila. De plaats heeft 142.011 inwoners (census 2005) en is de hoofdplaats van de gemeente Piedras Negras.
Piedras Negras is gelegen aan de Rio Grande, de grensrivier met de Verenigde Staten. Aan de overkant van de rivier ligt het Texaanse Eagle Pass.
De stad is gesticht in 1850, na het afbakenen van de grens tussen de Verenigde Staten en Mexico, onder de naam Nueva Villa de Herrera. Toen tijdens het Porfiriaat de steenkoolwinning begon aan te trekken werd de stad met een spoorlijn met de rest van Mexico verbonden en werd het ter ere van Porfirio Díaz Ciudad Porfirio Díaz genoemd. Na de Mexicaanse Revolutie kreeg de stad haar huidige naam. Piedras Negras betekent letterlijk 'Zwarte Stenen', een verwijzing naar de kolenindustrie.
De stad is de zetel van het rooms-katholieke bisdom Piedras Negras.

## Overleden
- Ignacio Anaya (1895), uitvinder van de nacho's

## Trivia
- In 1943 bedacht Ignacio Anaya in de Victoria Club de nacho's.